# Magüí Payán
Magüí Payán ist eine Gemeinde (municipio) im Departamento Nariño in Kolumbien. Der Hauptort ist auch einfach als Payán bekannt.

## Geografie
Magüí Payán liegt in der Provinz Tumaco-Barbacoas im Westen von Nariño auf einer Höhe von 394 m ü. NN, 380 km von Pasto entfernt und hat eine Durchschnittstemperatur von 28 °C. Magüí Payán ist die flächenmäßig zweitgrößte Gemeinde in Nariño. Die Gemeinde grenzt im Norden an La Tola, im Nordosten an El Charco, im Osten an Cumbitara, im Südosten an Los Andes, im Süden an Barbacoas und im Westen an Roberto Payán und im Nordwesten an Olaya Herrera.

## Bevölkerung
Die Gemeinde Magüí Payán hat 25.373 Einwohner, von denen 5269 im städtischen Teil (cabecera municipal) der Gemeinde leben (Stand: 2019).

## Geschichte
Magüí Payán wurde 1871 von Faustino Herrera als Caserío de Jesús gegründet. Später wurde der Ort nach Eliseo Payán in Payán umbenannt. Seit 1937 hat der Ort den Status einer Gemeinde und erhielt den Namen Magüí Payán.

## Wirtschaft
Der wichtigste Wirtschaftszweig von Magüí Payán ist der Bergbau, der aber starke Umweltschäden insbesondere im Fluss Río Magüí verursacht. Es gibt zudem viel illegalen Bergbau.

## Infrastruktur
Magüí Payán ist von Pasto über Barbacoas mit dem Auto zu erreichen. Zudem ist die Gemeinde per Schiff und per Helikopter erreichbar.